# Monique Bantégny
Monique Bantegny (née Parenty le 11 février 1940 à Arras) est une athlète française, spécialiste du saut en hauteur et des épreuves combinées.

## Biographie
Elle remporte deux titres de championne de France su saut en hauteur en 1958 et 1962.
Elle participe aux Jeux olympiques de 1968 à Mexico et se classe quinzième du pentathlon.